# Вівсянка тайгова
Вівсянка тайгова (Emberiza tristrami) — вид горобцеподібних птахів родини вівсянкових (Emberizidae). Названий на честь англійського орнітолога Генрі Бейкера Трістрама.

## Поширення
Гніздиться на північному сході Китаю та Далекому Сході Росії. На зимівлю мігрує у центральні і південні частини Китаю. Бродяжні птахи спостерігаються в Японії, Кореї, Індокитаї, М'янмі та Індії. Його природним середовищем існування є бореальні ліси.

## Опис
Голова і горло чорні. Забарвлення спини вохристо-рудувато-буре з темними поздовжніми смужками. Зверху посеред голови, над оком і від кута дзьоба до зобу йдуть білі смужки.